# Provins
Provins è un comune francese di 12 738 abitanti, sottoprefettura del dipartimento della Senna e Marna, nella regione dell'Île-de-France.
I suoi abitanti si chiamano Provinois.

## Storia
Nota come Pruvinum presso i Romani, nel Medioevo la cittadina diede i natali a San Teobaldo (legatosi all'importante abbazia di Santa Maria della Vangadizza a Badia Polesine in Provincia di Rovigo) e fu sede di una delle più importanti fiere della Champagne quando era sotto la giurisdizione dei conti di Champagne.

## Economia
Provins è nota per la lavorazione delle rose, che vengono usate per lo più a scopo alimentare (confetture, miele, dolci).

## Monumenti e luoghi d'interesse
Provins è una ville d'art et d'histoire e Patrimonio dell'umanità UNESCO dal 2001.
La città è celebre per le sue fortificazioni medievali, costruite tra 1226 e 1314, di cui restano 1 200 metri con 22 torri, su una lunghezza originaria di 5 000 metri.
Tra i suoi monumenti ci sono:
- Chiesa di Saint-Ayoul
- Collégiale Saint-Quiriace del XII secolo
- Tour Notre Dame Du Val del 1544
- Église Sainte Croix
- Hostellerie de la Croix D'Or, il più antico ostello di Francia, oggi ristorante
- Hôtel du Vauluisant del XIII secolo
- Tour César del XII secolo

Il sottosuolo della cittadina è percorso da sotterranei medievali visitabili, citati anche da Umberto Eco ne Il pendolo di Foucault insieme all'altra curiosità turistica, la grange aux Dîmes.

## Società

### Evoluzione demografica
Abitanti censiti

## Amministrazione

### Gemellaggi
- Bendorf (Renania-Palatinato)
- Pingyao